# Super League (jeu vidéo)
Pour les articles homonymes, voir Super League.
Super League (Tommy Lasorda Baseball aux États-Unis) est un jeu vidéo de baseball sorti en 1989 sur Mega Drive. Le jeu a été développé et édité par Sega.